# Standleya prostrata
Standleya prostrata är en måreväxtart som först beskrevs av Karl Moritz Schumann, och fick sitt nu gällande namn av Alexander Curt Brade. Standleya prostrata ingår i släktet Standleya och familjen måreväxter. Inga underarter finns listade i Catalogue of Life.